# هوهنگفت
هوهنگفت (به فرانسوی: Hohengœft) یک کمون در فرانسه است که در Canton of Marmoutier واقع شده‌است.

## خصوصیات
هوهنگفت ۳٫۴۳ کیلومترمربع مساحت و ۵۲۴ نفر جمعیت دارد.